# Friedrich Gottlieb Dietrich
Pour les articles homonymes, voir Dietrich.
Friedrich Gottlieb Dietrich est un botaniste saxon-vimarois-isenacois né le 9 mars 1765 à Ziegenhain, mort le 2 janvier 1850 à Eisenach